# Conflans-sur-Anille
Conflans-sur-Anille és un municipi francès situat al departament del Sarthe i a la regió de País del Loira. L'any 2007 tenia 589 habitants.

## Demografia

### Població
El 2007 la població de fet de Conflans-sur-Anille era de 589 persones. Hi havia 239 famílies de les quals 58 eren unipersonals (21 homes vivint sols i 37 dones vivint soles), 91 parelles sense fills, 78 parelles amb fills i 12 famílies monoparentals amb fills.
La població ha evolucionat segons el següent gràfic:
Habitants censats

### Habitatges
El 2007 hi havia 282 habitatges, 245 eren l'habitatge principal de la família, 26 eren segones residències i 12 estaven desocupats. 274 eren cases i 4 eren apartaments. Dels 245 habitatges principals, 189 estaven ocupats pels seus propietaris, 51 estaven llogats i ocupats pels llogaters i 5 estaven cedits a títol gratuït; 2 tenien una cambra, 13 en tenien dues, 43 en tenien tres, 61 en tenien quatre i 125 en tenien cinc o més. 194 habitatges disposaven pel capbaix d'una plaça de pàrquing. A 90 habitatges hi havia un automòbil i a 135 n'hi havia dos o més.

### Piràmide de població
La piràmide de població per edats i sexe el 2009 era:
| Homes | Edats   | Dones |
| ----- | ------- | ----- |
| 0     | 95 o +  | 0     |
| 0     | 90 a 94 | 4     |
| 0     | 85 a 89 | 4     |
| 0     | 80 a 84 | 8     |
| 12    | 75 a 79 | 8     |
| 8     | 70 a 74 | 24    |
| 20    | 65 a 69 | 0     |
| 8     | 60 a 64 | 24    |
| 12    | 55 a 59 | 12    |
| 40    | 50 a 54 | 28    |
| 20    | 45 a 49 | 20    |
| 12    | 40 a 44 | 16    |
| 16    | 35 a 39 | 20    |
| 32    | 30 a 34 | 20    |
| 28    | 25 a 29 | 24    |
| 32    | 20 a 24 | 24    |
| 16    | 15 a 19 | 8     |
| 20    | 10 a 14 | 12    |
| 16    | 5 a 9   | 28    |
| 4     | 0 a 4   | 16    |

## Economia
El 2007 la població en edat de treballar era de 405 persones, 299 eren actives i 106 eren inactives. De les 299 persones actives 276 estaven ocupades (155 homes i 121 dones) i 23 estaven aturades (12 homes i 11 dones). De les 106 persones inactives 53 estaven jubilades, 30 estaven estudiant i 23 estaven classificades com a «altres inactius».

### Ingressos
El 2009 a Conflans-sur-Anille hi havia 233 unitats fiscals que integraven 557,5 persones, la mediana anual d'ingressos fiscals per persona era de 18.713 €.

### Activitats econòmiques
Dels 16 establiments que hi havia el 2007, 2 eren d'empreses extractives, 3 d'empreses de construcció, 4 d'empreses de comerç i reparació d'automòbils, 3 d'empreses d'hostatgeria i restauració, 3 d'empreses de serveis i 1 d'una empresa classificada com a «altres activitats de serveis».
Dels 3 establiments de servei als particulars que hi havia el 2009, 2 eren tallers de reparació d'automòbils i de material agrícola i 1 restaurant.
L'any 2000 a Conflans-sur-Anille hi havia 35 explotacions agrícoles que ocupaven un total de 1.932 hectàrees.

## Equipaments sanitaris i escolars
El 2009 hi havia una escola elemental.

## Poblacions més properes
El següent diagrama mostra les poblacions més properes.